# Isla Séverni
La isla Séverni (en ruso: Се́верный о́стров; Séverny Óstrov, que significa, «isla del Norte» o «isla Septentrional») es la gran isla septentrional del archipiélago de Nueva Zembla, localizado en el ártico de Rusia, entre las aguas del mar de Barents, al oeste, y las del mar de Kara, al este.

## Geografía
Se encuentra entre los 73°-77° de latitud norte, y está separada de la isla meridional, isla Yuzhni por el estrecho de Mátochkin. La isla tiene una superficie de 48.904 km², por lo que es una de las islas mayores del mundo, la 4.ª de Europa y la 2.ª de Rusia. Es más grande que varios países europeos, como Eslovaquia, Estonia, Dinamarca, Países Bajos o Suiza.
Es la isla más lejana de la cordillera de los montes Urales, tiene una anchura de 132 km, una altura de 1.547 metros y está en gran medida glaciarizada, con un espesor de hielo que puede llegar a 400 metros. Hay una gran masa glaciar con una superficie de 19.800 km² (la superficie de hielo más grande de Rusia) y un gran número de pequeños glaciares, con una superficie total de 3.900 km². Los glaciares están, en muchos lugares, próximos al mar, donde producen en el verano importantes icebergs.
La isla tiene un litoral muy dentado, con muchos golfos, bahías, penínsulas y cabos. Además, hay bastantes islas ribereñas, de pequeña superficie, como las islas Tsivolki, Pajtúsova, Ogagolf, islas del cabo Litke, Yuzhni Krestovi, Gorbovi, Berch, Víliama y Mitiúsiev.
En la isla Séverni hay una base del ejército ruso y tiene un puerto.
Hay una estación meteorológica automatizada en cabo Zhelániya (Mys Zhelániya), el punto más septentrional de isla Séverni, aunque hasta el año 1994 fue una importante base secreta que jugó un importante papel durante la Guerra Fría. Es un importante hito geográfico que se usa para separar el mar de Kara del de Bárents (76°42′13.25″N 69°04′05″E / 76.7036806, 69.06806).
En la isla había tres pequeños asentamientos (Fédkino, Arjánguelskoye y Krestóvaya Gubá) ahora abandonados.

## Historia
Los nenets fueron el pueblo que originalmente pobló el archipiélago de Nueva Zemliá. Las islas son conocidas por los rusos desde los siglos XI y XII, cuando sus comerciantes visitaban la región de Nóvgorod. La búsqueda por los europeos de una ruta comercial hacia el Oriente, la Ruta del Mar del Norte, llevó a iniciar la exploración del archipiélago en 1553, con la fracasada expedición británica de Hugh Willoughby y Richard Chancellor.
Unos de los primeros navegantes occidentales a la isla fueron los holandeses, que en las varias expediciones en que participó Willem Barents (1594-97), cartografiaron y pusieron muchos de los nombres de los accidentes geográficos de la isla (cabos, golfos, bahías y penínsulas), aunque en el siglo XIX muchos de ellos fueron cambiados, aunque aún permanecen algunos. El propio Barents realizó la primera invernada conocida en el ártico en esta isla (cerca de cabo Sporny Návolok), falleciendo en su intento de regreso en algún lugar no identificado de la costa nororiental de la isla.
En 1910 la isla fue circunnavegada por primera vez por el investigador polar ruso Vladímir Rusánov, a bordo del barco Dmitri Solunski.
En 1955, los descendientes de los nenets y los residentes de todas las aldeas y asentamientos de Nueva Zemliá fueron agrupados en el campamento de Láguernoye, en la costa norte de isla Yuzhny. En noviembre de 1957, fueron deportados al continente ya que todo el archipiélago fue designado como área de prueba para los ensayos nucleares (el primero de los cuales tuvo lugar antes de las deportaciones). En 1961 se celebró en esta isla la explosión de la Bomba del Zar (a 3200 metros sobre el nivel del suelo), que con 50 megatones, es el más poderoso ensayo nuclear que tuvo lugar nunca en el mundo.

## Capa de hielo de la Isla Séverni

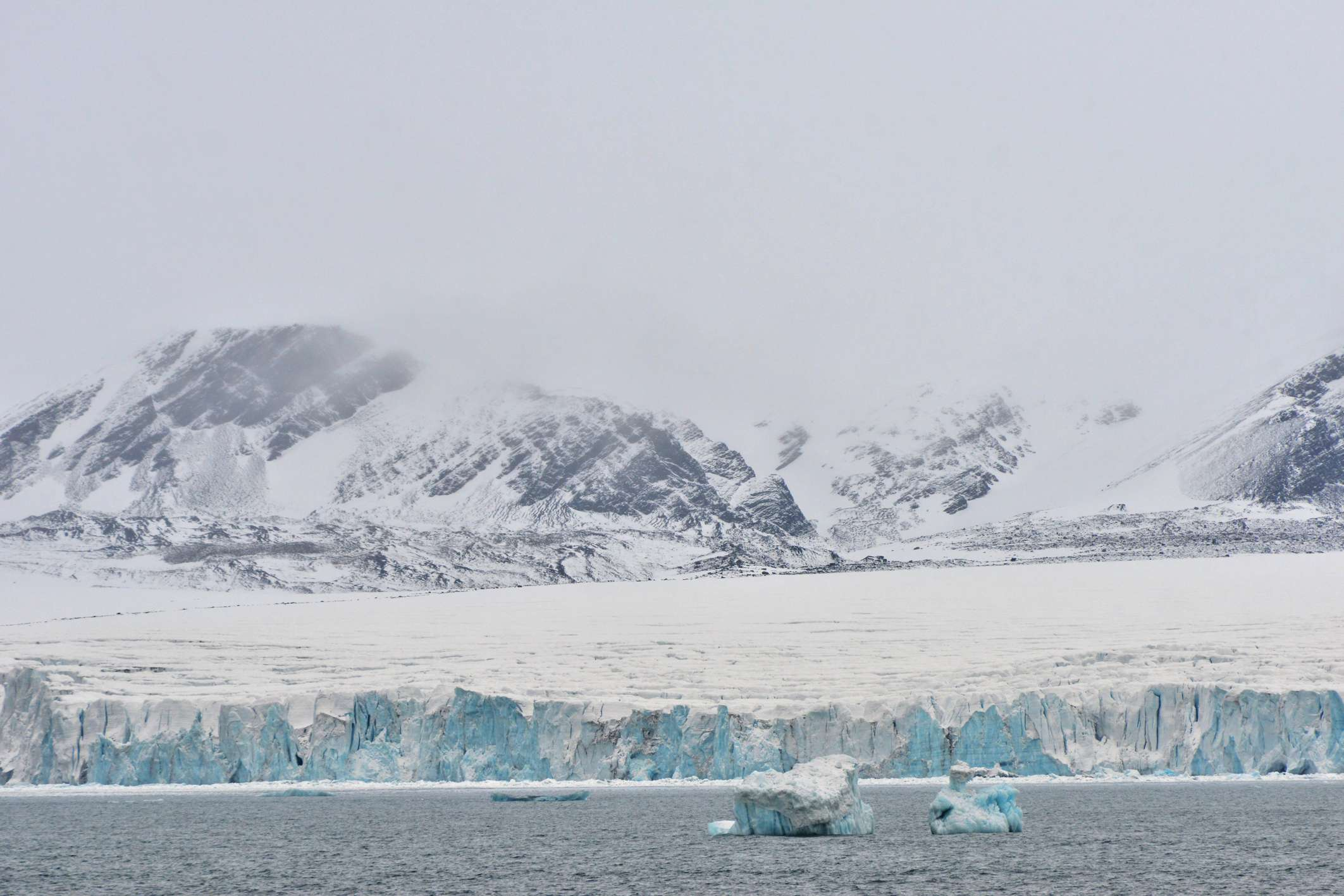
Glaciar Inostranseva (Bahía Inostrantseva, Isla Norte del archipiélago de Nowaya Semlya, Rusia; 76°30’N, 66°5’E).

La Capa de hielo de la Isla Séverni o bien la capa de hielo de la Isla del Norte (en ruso: Ледяная шапка Северного острова) es un glaciar en la isla de Severny, la isla del norte del archipiélago de Nueva Zembla, en Rusia. Cubre el 40% de la isla de Severny (que es la trigésima isla más grande en el mundo). Con una superficie total de unos 20.500 kilómetros cuadrados, constituye el glaciar más grande por área en Europa (si se cuenta como parte de ella) superando fácilmente a Austfonna que ocupa el segundo lugar en el ranking con 8105 kilómetros cuadrados, y al tercero, Vatnajökull con 8100 kilómetros cuadrados.